# Catégorie monoïdale tressée
En mathématiques, une catégorie monoïdale tressée est une catégorie monoïdale particulière, à laquelle on ajoute un analogue de la notion de commutativité.

## Définition formelle
Soit {\displaystyle ({\mathcal {C}},\otimes ,\alpha ,\lambda ,\rho )} une catégorie monoïdale. On note {\displaystyle \otimes ^{op}} le produit tensoriel opposé à {\displaystyle \otimes }, c'est-à-dire le bifoncteur défini par {\displaystyle A\otimes ^{op}B=B\otimes A}. On appelle tressage sur {\displaystyle {\mathcal {C}}} un isomorphisme naturel {\displaystyle \beta } de {\displaystyle -\otimes -} vers {\displaystyle -\otimes ^{op}-}. Autrement dit, pour tous objets {\displaystyle A,B} de {\displaystyle {\mathcal {C}}}, {\displaystyle \beta } induit un isomorphisme

## Représentation des groupes de tresses
Une catégorie monoïdale tressée est dite symétrique si, de plus, {\displaystyle \beta _{B,A}^{-1}=\beta _{A,B}}.
Si {\displaystyle V} est un objet de {\displaystyle {\mathcal {C}}}, quitte à fixer un parenthésage (puisque le produit tensoriel n'est associatif qu'à isomorphisme près), cela a un sens de considérer l'objet {\displaystyle V^{\otimes n}=V_{1}\otimes V_{2}\otimes \dots \otimes V_{n}}. Puisque les {\displaystyle V_{i}} sont tous égaux à {\displaystyle V}, on a en particulier
où il s'agit cette fois ci d'une véritable égalité et non d'un isomorphisme. Par ailleurs, {\displaystyle \beta } induit un isomorphisme
Ainsi, les applications {\displaystyle \beta _{i}} pour {\displaystyle i=1\dots n-1} peuvent être considérées comme des éléments du groupe des automorphismes de {\displaystyle V^{\otimes n}}. On en déduit qu'il existe un morphisme de groupes
qui envoie {\displaystyle \sigma _{i}} sur {\displaystyle \beta _{i}}.